# Андричев институт

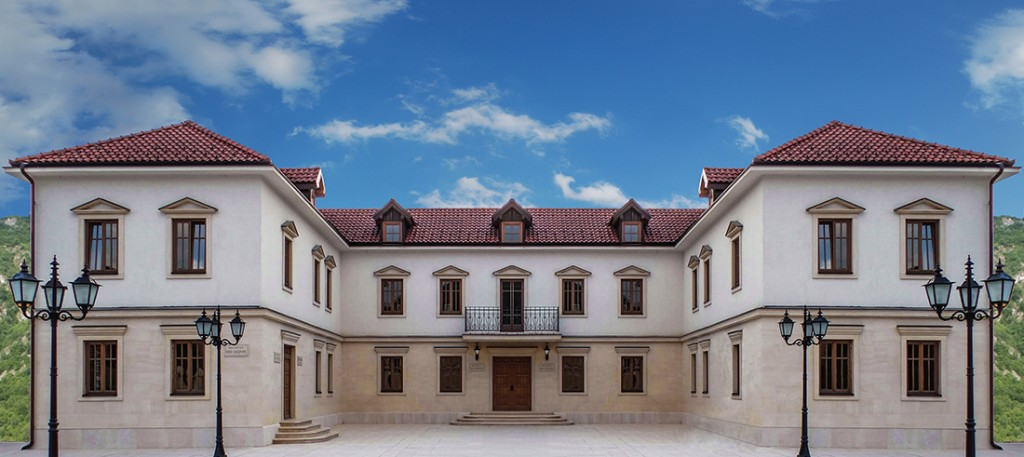
Здание Андричева института

Андричев институт (серб. Андрићев институт) — элитный институт общественных наук, искусства и литературы, открытый в городе Андричград (Республика Сербская, Босния и Герцеговина) 28 июня 2013 года. Получил имя в честь легендарного югославского писателя Иво Андрича. Институт функционирует как бюджетное учреждение на средства Республики Сербской и Сербии.
Директором института является режиссёр Эмир Кустурица. В комитет управления входят Олег Айрапетов, Светозар Раяк, Мирослав Перишич, Перо Симич, Иван Обрадович. В составе института есть собственная библиотека.

## Структура
Институт был зарегистрирован в Восточном Сараевом окружным судом 20 июня 2013 года. В составе института действуют:
- Отделение истории
- Отделение литературы
- Отделение востоковедения
- Отделение кинематографа
- Отделение средств массовой информации

С 1 декабря 2014 года действует Международный научный комитет Отделения истории; специально была учреждена программа мероприятий института, посвящённых началу Первой мировой войны. Научный комитет определяет темы и содержание номеров ежемесячного журнала «Историјске свеске». Все выпуски в электронной форме доступны на сайте Андричева института. Отделением средств массовой информации выпускается журнал «Искра».

## Награды
Институт вручает с 2016 года премию имени Иво Андрича за лучший роман и совокупную литературную деятельность.
- В 2016 году лауреатами премии стали Владимир Кецманович за роман «Усама» и Матия Бечкович за совокупную литературную деятельность и книгу «Три поэмы»[6][7].
- В 2017 году лауреатами премии стали Душан Ковачевич за совокупную литературную деятельность и драму «Гипноз одной любви», а также Захар Прилепин за роман «Обитель» и сборник «Семь жизней»[8][9][10].

## Галерея

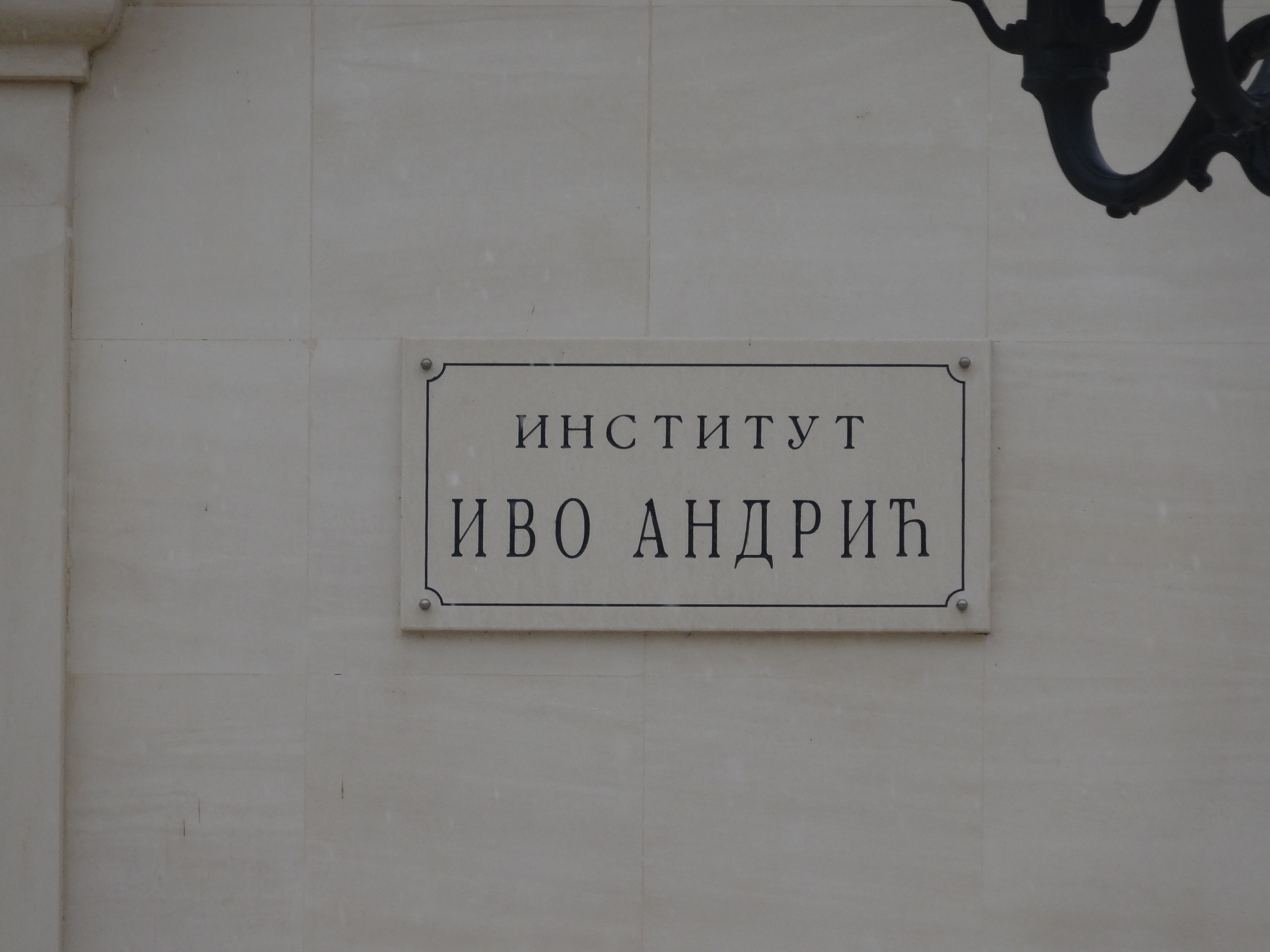
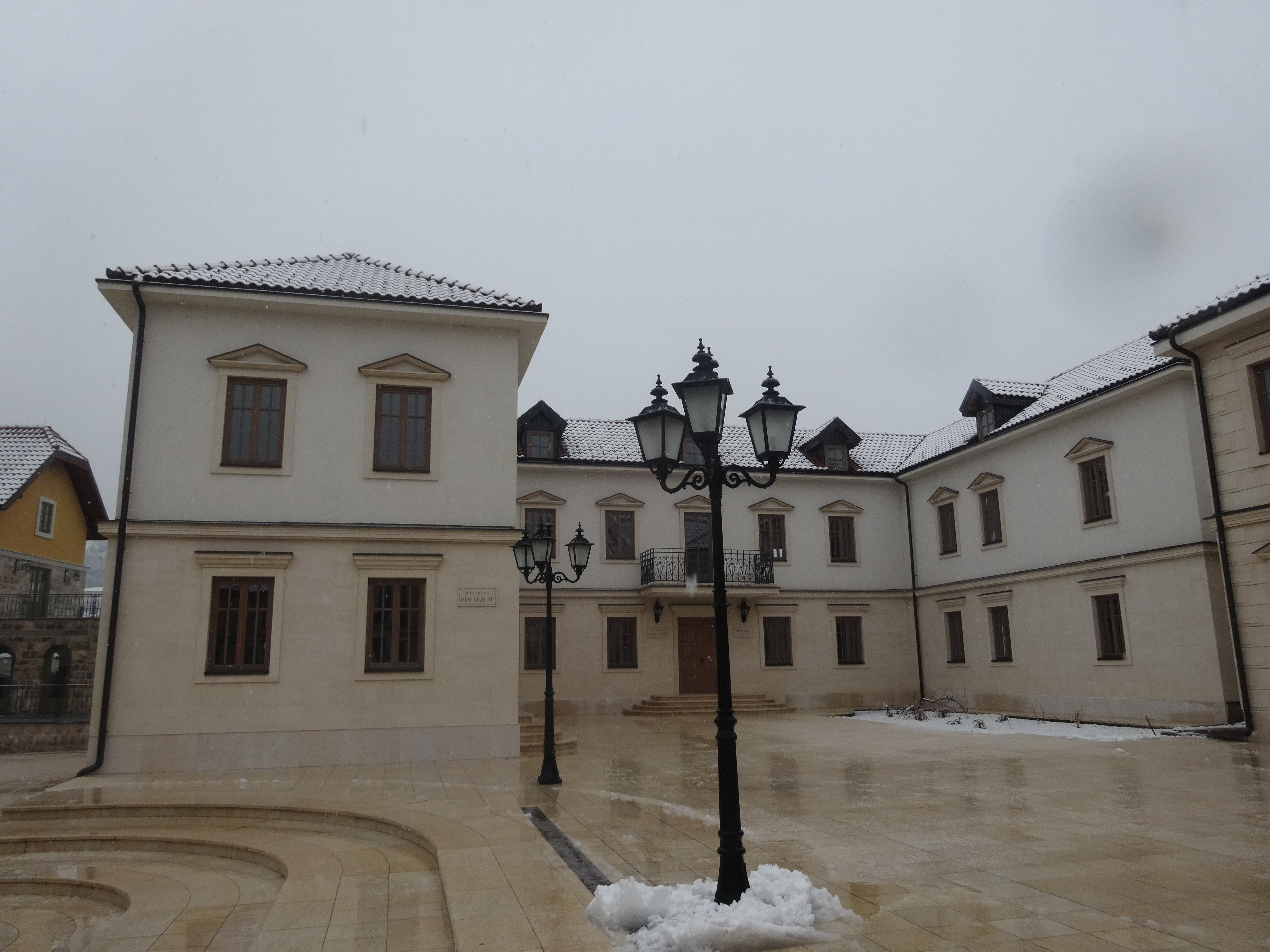